# Проба Руфье — Диксона
Проба Руфье — Диксона представляет собой нагрузочный комплекс, предназначенный для оценки работоспособности сердца при физической нагрузке.
Существуют прямые и косвенные, простые и сложные методы определения PWC. К числу простых и косвенных методов определения PWC относят функциональную пробу Руфье и её модификацию — пробу Руфье — Диксона, в которых используются значения частоты сердечных сокращений в различные по времени периоды восстановления после относительно небольших нагрузок.
Проба Руфье. У испытуемого, находящегося в положении лежа на спине в течение 5 мин, определяют число пульсаций за 15 с (P1); затем в течение 45 с испытуемый выполняет 30 приседаний. После окончания нагрузки испытуемый ложится, и у него вновь подсчитывается число пульсаций за первые 15 с (Р2), а потом — за последние 15 с первой минуты периода восстановления (Р3). Оценку работоспособности сердца производят по формуле:
Индекс Руфье = {\displaystyle {\frac {(4*(P_{1}+P_{2}+P_{3})-200)}{10}}}
Результаты оцениваются по величине индекса от 0 до 15:
- меньше 3 — хорошая работоспособность;
- 3–6 — средняя;
- 7–9 — удовлетворительная;
- 10–14 — плохая (средняя сердечная недостаточность);
- 15 и выше — сердечная недостаточность.

Есть и другая модификация расчета, называемая индексом Руфье — Диксона. В ней используются значения частоты сердцебиения за 1 минуту.
Индекс Руфье–Диксона = {\displaystyle {\frac {(P_{2}-70)+(P_{3}-P_{1})}{10}}}
Полученный индекс Руфье — Диксона расценивается как:
- 0,1–5 — хорошая работоспособность;
- 5,1–10 — средняя;
- 10,1–15 — удовлетворительная;
- 15,2–20 — плохая.

Гарвардский степ-тест. Эта проба была разработана в Гарвардской лаборатории по изучению утомления под руководством D. В. Dilla (1936). Тест заключается в подъёмах на скамейку высотой 50,8 см с частотой 30 раз в 1 мин. Если испытуемый утомится и не сможет поддерживать заданный темп, подъёмы прекращаются и тогда фиксируется продолжительность работы в секундах до момента снижения темпа. Однако длительность упражнения не должна превышать 5 мин.
Каждый подъём выполняется на 4 счета (лучше под метроном):
- раз — одной ногой на ступеньку,
- два — другой,
- три — одной ногой на пол,
- четыре — другой.

Высота ступеньки и длительность нагрузки зависят от пола, возраста и величины поверхности тела.
Сразу после прекращения упражнения у испытуемого, находящегося в положении сидя, измеряют ЧСС. Число пульсации подсчитывается в интервалах между 1 мин и 1 мин 30 с (P1) между 2 мин и 2 мин 30 с (Р2) и между 3 мин и 3 мин 30 с (Р3) восстановительного периода. По продолжительности выполненной работы и количеству ударов пульса вычисляют индекс (ИГСТ), позволяющий судить о функциональном состоянии сердечно-сосудистой системы. ИГСТ рассчитывается по полной или сокращенной формуле:
ИГСТ = {\displaystyle t\times {\frac {100}{2\times (P_{1}+P_{2}+P_{3})}}}
где t — время восхождения (в сек); P1, P2 и P3 — частота пульса за 1, 2 и 3 мин восстановления (подсчитывается в первые 30 с каждой минуты).
Существует также упрощенная формула индекса гарвардского степ-теста, применяемая при массовых обследованиях:
ИГСТ = {\displaystyle {\frac {t\times 100}{f\times 5.5}}}
где t — время восхождения в секундах, f — частота сердечных сокращений (ЧСС).